# Para-Para
El Para para (パラパラ, també para-para o parapara) és un ball japonès molt popular, que normalment es balla en grups. A diferència de la majoria dels tipus de ball de club i rave, hi ha moviments específics i predeterminats per a cada cançó, i tots han de fer el mateix moviment alhora. Es diu que el para-para existeix des dels anys 80, quan a Europa va aparèixer l'italo disco, l'eurodisco i, posteriorment, la música de la nova onada al Japó (a mitjans dels 80), però no va tenir gaire popularitat fora del Japó fins a finals dels 90, que és quan es va fer famós. Avui és conegut arreu del món, especialment a la costa del Pacífic i se'n solen fer concursos en convencions Otaku.
El para-para és un estil de ball originari del Japó, que es caracteritza, principalment, pels moviments de braços i mans, amb la seqüència al ritme de la música; alhora, els peus en van marcant el ritme i es fan passes d'un costat a un altre, però sempre mantenint-se estàtic. Aquest ball es practica al ritme de l'eurobeat, estil de música que procedeix d'Europa, específicament d'Itàlia; és una espècie de variant de l'italo disco, més electrònica, versió europea de la coneguda ona disco nord-americana de finals dels 70.
El para-para es divideix en 3 parts per cançó:
1. Introducció (principi i final de cada cançó)
2. Melos (estrofa)
3. Sabi (tornada o cor)

I cadascuna té uns passos de ball diferents. Cal recordar que, en aquest estil de ball, cada cançó té una coreografia diferent.
El para-para té també les seves variacions depenent de l'estil de música amb què es balli, el més reconegut és el techno-para (associat amb la música techno-rave) i el tra-para (associat amb la música trance). La diferència entre aquests és quasi inexistent, sols es diferencien en el moviment de peus i braços, que és una mica més pausat en el cas del tra-para, i més ràpid i complex en el cas del tech-para.

## Història

### Introducció: la músicadiscoal Japó (1978- 1985)
La música disco es va introduir al Japó a mitjans dels anys setanta, gràcies al gran èxit de la pel·lícula Saturday Night Fever, protagonitzada per John Travolta (1977). En aquella època, els joves que no tenien edat suficient per a entrar a les discoteques es reunien a les zones de vianants de Harajuku, un barri de Tòquio i ballaven en grups les cançons de Yellow Magic Orquestra, Olivia Newton-John, Bee Gees i Boys Town Gang, entre d'altres. A aquesta tribu urbana, se li va atribuir el nom de Takenoko-Zoku, que deriva de la botiga Takenoko de Harajuku, que és on tots aquests joves compraven la seva extravagant roba. Els Takenoko-Zoku va anar creixent i es van diversificar ràpidament en diferents subtribus, fins que van desaparèixer a la primera meitat de la dècada dels 80.
Les discoteques de Tòquio a principis dels 80 es concentraven, bàsicament, a l'àrea de Shinjuku. Entre les més famoses, es trobava Tsuba House. L'any 1982, tres joves van ser assassinats mentre tornaven de la discoteca i això va provocar-ne una restricció dels horaris, i es veieren obligades a tancar a mitjanit. Aquest succés va causar que Shinkuju deixés de ser el centre discotequer del moment i deixés pas al Roppongi, gràcies a l'obertura de discoteques com Maharaja, Area o King & Queen. Per preservar l'ambient de les discoteques, es va imposar un estricte control de vestuari i hi estava reservat el dret d'admissió. Era l'època de la bombolla financera i aquestes mesures van contribuir més encara a fer que les discoteques tinguessin un cert “toc” d'exclusivitat i estil. La decoració era bastant aparatosa, amb làmpades espectaculars.

### Eurobeati els orígens delpara-para(1985-1991)
Al voltant del 1985, va començar el segon període de la música disco. Els takenoko havien assolit la majoria d'edat, necessària per a poder entrar a les discoteques, i per primer cop va aparèixer el para-para com una derivació dels seus balls. Quan es posava la cançó Take on me, del grup noruec A-ha, la gent, mentre ballava el mateix estil de ball, taral·lejava paparappa papapa parara. Això va cridar l'atenció dels encarregats de la discoteca Maharaja, que van utilitzar per primer cop la paraula parapara per a descriure aquest estil de ball. Poc temps després, aquest estil de cantar mentre es ballava va desaparèixer, encara que el ball es va mantenir i es va associar amb l'eurobeat That's Eurobeat, que va aparèixer en aquesta època, a partir del 1989. La paraula eurobeat es va començar a utilitzar al Japó per a denominar un tipus de música que va sorgir a Itàlia cap al 1983 i que, a Europa, es va dir italo-disco, estil que combinava el techno pop i el high energy (una versió accelerada de la música disco). Aquest eurobeat japonès és molt diferent de l'eurobeat europeu, i engloba el house i el tecno, més comercial. Mentre que, a Europa, l'italo-disco era desplaçat pel house, l'acid house i el new beat, al Japó es va mantenir amb força fins a principis dels 90, moment en el qual va ser desplaçat pel tecno.

### Segonboomde l'eurobeat(1994-1996)
Després de l'ocàs del tecno a mitjans dels 90, l'eurobeat va tornar amb força i amb moltes versions en japonès, que van ser grans èxits de l'època i que van ocupar els primers llocs de les llistes de vendes. Entre aquestes versions, es trobaven els temes Try em, Haato ni ki wo sukete (Burning Love) i Taiyō no season, de Namie Amuro; Tora Tora Tora, Get my love i Seventies, de MAX, i Be yourself! i Made in Japan, de V6. És en aquest segon període d'auge de l'eurobeat quan s'estableix el terme J-Euro per a les versions o remixs d'eurobeat de cantants pop japonesos, i és així com les discoteques comencen a produir vídeos per ensenyar les coreografies de les cançons d'eurobeat i distribuir-les entre els seus clients com una manera de promoció. Cada discoteca feia vídeos amb la seva pròpia coreografia, de manera que un mateix tema podia ballar-se de forma diferent depenent de la discoteca.

### Tercerboomde l'eurobeat(1999-2001)
Des de mitjans del 1999, la combinació eurobeat/para-para va començar a adquirir la categoria de fenomen sociològic i un dels desencadenants va ser Takuya Kimura, component del grup SMAP, que va aparèixer ballant el tema Night of Fire del volum 82 del recopilatori Super Eurobeat en el programa de la Fuji TV SMAPxSMAP encarnant el personatge de Bakki Kimura.
El para-para recorda, en molts aspectes, el bon-odori, un tipus de ball tradicional que els japonesos solen ballar en grup durant l'Obon, per la festa dels difunts que se celebra al juliol-agost. En la seva versió més ortodoxa, el para-para es compon de tres parts: melodia A, melodia B i clímax, que es repeteixen dues vegades en la seqüència intro, melodia A, melodia B, clímax, melodia A, melodia B, clímax i final. Com cada tema d'eurobeat, té la seva pròpia coreografia; de vegades, cal practicar durant mesos per poder debutar a la discoteca. D'aquí, l'existència de vídeos o revistes on apareixen explicats tots els moviments, o de cursets de para-para en discoteques, tal com va fer la discoteca Twin Star de Tòquio en les seves sessions Hyper Star Energy des de 1992. Gent de tot Japó anava a aquesta discoteca per aprendre a ballar els nous temes d'eurobeat.
Amb Parapara Stadium (1999), la freqüència d'aparició dels vídeos va augmentar i, amb la formació de les Parapara All Stars l'any 2000, nous vídeos de parapara solien sortir cada tres o quatre mesos. Les Parapara All Stars van ser una creació de l'Avex per popularitzar encara més el parapara per tot el Japó. En l'origen, el grup estava format per quatre membres: Richiyo Richie Watanabe, Maki Koyata (dues veteranes en el món del parapara), Satoko Yamazaki i Tomomi Kudō (dues models de revistes de moda per a joves), a les quals posteriorment es van unir Ryōko Odakura i Miho Kawara. En l'Avex Rave 2001, macrofesta celebrada al Big Sight de Tokio el 17 d'agost de 2001, Tomomi va anunciar la seva retirada. Aquest grup, juntament amb el de nova creació Parapa! Love, actuaven sovint en discoteques i van arribar a fer gires per alguns països asiàtics.

#### Elparaparai els videojocs
El món dels videojocs tampoc no va ser aliè a aquest fenomen i, a mitjan 2000, Namco va llançar el Koi no parapara daisakusen, la primera màquina recreativa de parapara. Al principi, va tenir un èxit relatiu, i després va ser completament desplaçada pel Parapara Paradise de Konami, que incloïa cançons dels recopilatoris llançats per Avex. La presentació d'aquesta màquina recreativa es va realitzar en la macrofesta Avex Summer Paradise: Parapara Paradise 2000, organitzada per l'Avex al gimnàs de Yoyogi, Tòquio, els dies 30 i 31 d'agost de 2000, que va aconseguir reunir més de 60.000 persones. La versió per la Play Station 2 del Parapara Paradise, juntament amb els sensors per a jugar com en la màquina recreativa, es van posar a la venda al març de 2001.

### Final del tercerboomde l'eurobeat
L'exhauriment del parapara va començar a manifestar-se a partir de l'Avex Rave 2001, amb l'enlairament del trance, que va fer que l'eurobeat passés a un segon pla. La saturació de cançons i vídeos, juntament amb coreografies cada vegada més complicades, va fer que molts joves es passessin al trance, molt més fàcil de ballar en mancar d'una coreografia establerta. L'anunci de la dissolució de les Parapara All Stars a l'agost de 2002, coincidint amb la presentació del volum 130 de Super Eurobeat, va posar el punt final d'aquesta etapa.

### Un nouboomdelparapara(2004-2006)
Encara que sigui de manera conjuntural, amb el Gazen Parapara (2005, Avex) tornen els vídeos de parapara.
Durant l'any 2004, va començar a manifestar-se una sèrie de senyals que indicaven que el parapara tornava a ressorgir. A la reobertura de 9LoveJ, una de les discoteques que va contribuir a estendre el tercer boom del parapara, cal sumar-hi un increment en el nombre d'adolescents que practiquen el trapara i de discoteques que tenen sessions estables d'eurobeat. Si s'analitza la història de l'eurobeat i el parapara, pot comprovar-se que n'hi ha un cicle de cinc anys entre cada període d'auge: 1989-1994-1999-2004.
El punt d'inflexió del ressorgiment del parapara té el mateix protagonista. A l'abril de 2005, Takuya Kimura, en el paper de Hikaru, l'amo d'un club d'alternació, acompanyat de Goro Inagaki, en el paper del seu ajudant Iūga, es van atrevir amb Dragostea Din Tei (o Koi no maiahi, que és com es coneix al Japó) d'O-zone en una secció del programa SMAPxSMAP, Host Club Blues, la qual cosa va disparar la popularitat d'aquesta cançó. Com a dada curiosa, aquesta mateixa cançó, remixada en eurobeat i amb la seva corresponent coreografia en parapara, apareixia com a extra en el DVD que venia amb Gazen Parapara, la nova sèrie de CD i DVD que pren el relleu d'Euromach i Parapara Paradise. D'altra banda, el grup de l'Avex Hinoi Team ha reversionat els clàssics del tercer boom, Night of fire (juntament amb el peculiar humorista Koriki Chōshū), Ikeike, Play with the numbers i algun tema recent com Sticky Tricky and Bang, aparegut en el volum 157 de Super Eurobeat. A més, aquest boom va acompanyat amb el ressorgiment de l'estil techno + para-para (techpara), que va estar molt de moda en els booms anteriors, i la consolidació del trance + para-para (trapara). L'anomenat quart boom va estar acompanyat de moltes compilacions dedicades a aquests dos últims i en destacà We ♥ TechPara (We Love TechPara), on a més d'un CD musical, es venia un DVD amb coreografies. La gran majoria dels segells actuals d'eurobeat s'han enfocat a fer cançons techno amb un major BPM i d'estructura similar a l'eurobeat, donant origen a l'hyper techno.
Aquest boom finalitza amb el tancament de la discoteca Velfarre, que a causa de problemes financers tanca el 31 de desembre del 2006, la vespra de l'Any Nou. Una presentació extraordinària de les ParaPara AllStars es realitza a manera de comiat, amb la formació completa de les 6 noies. Aquesta presentació es pot veure en l'últim DVD recopilatori de Gazen ParaPara.

### Actualitat
Si més no, no n'ha cessat la producció de música i vídeos compilatoris; aquests han tingut una reducció significativa quant a freqüència de llançament. L'agost del 2009, s'havia d'haver llançat el volum 200 del Super Eurobeat, però va ser posposat per a gener del 2010, a causa de la forta crisi econòmica del moment, que va paralitzar la producció general d'eurobeat. Així i tot, algunes companyies com EMI Music han seguit llançant les seves pròpies compilacions, com el Natsu Monogatari, tret principalment per la discoteca 9LoveJ. A més, una nova formació de models han creat les Chozen ParaPara Girls, sota l'empara de l'Avex Trax, que va llançar el primer Chozen ParaPara!, que seria una espècie de continuació dels Gazen ParaPara!